# Саймън Райт
Саймън Райт (* 19 юни 1963 в Алден, до Манчестър, Великобритания) е британски музикант.
От 1983 до 1990 той е барабанист на австралийската хардрок група AC/DC.

## Живот
След оттеглянето на Фил Ръд от AC/DC Райт заема мястото му на барабанист, избран между стотици желаещи. Дебютът му за групата е през октомври 1983 в САЩ.
1990 Саймън се разделя с AC/DC и става барабанист на амариканската хевиметъл група Dio. По-късно се премества при американската банда „Рино Бъкет“, изпълняваща сходен на AC/DC стил.
След това е привлечен в UFO за барабанист до края на 1998. Отделя се и се завръща обратно в Dio.
В свободното си време Райт с удоволствие играе Дартс.

## В състава на
- до 1980 Tora Tora
- 1980 – 1981 Aiiz
- 1982 – 1983 Tytan
- 1983 – 1990 AC/DC
- 1990 – 1991 Dio
- 1994 – 1995 Rhino Bucket
- 1995 – 1998 UFO
- 1998–2010 Dio

## Дискография заедно с AC/DC
- 1983 Flick of the Switch
- 1985 Fly on the Wall
- 1986 Who Made Who
- 1988 Blow Up Your Video